# 批判实在主义
批判实在主义是一种科学哲学，最初由罗伊·巴斯卡提出，它反对经验主义、超验观念主义、实证主义、释义学和后现代主义。
巴斯卡最早探讨的是自然科学哲学，名为“超验实在主义”；然后他进一步探讨了社会科学哲学，提出了“批判自然主义”。因此，他把这两者合称为“批判实在主义”。
之后，巴斯卡融入了辩证法，发展出了“辩证批判自然主义”。最后，他吸纳了印度哲学，提出了“元实在主义”。
除了巴斯卡之外，批判实在主义最重要的人物是玛格丽特·阿彻。